# 气旋

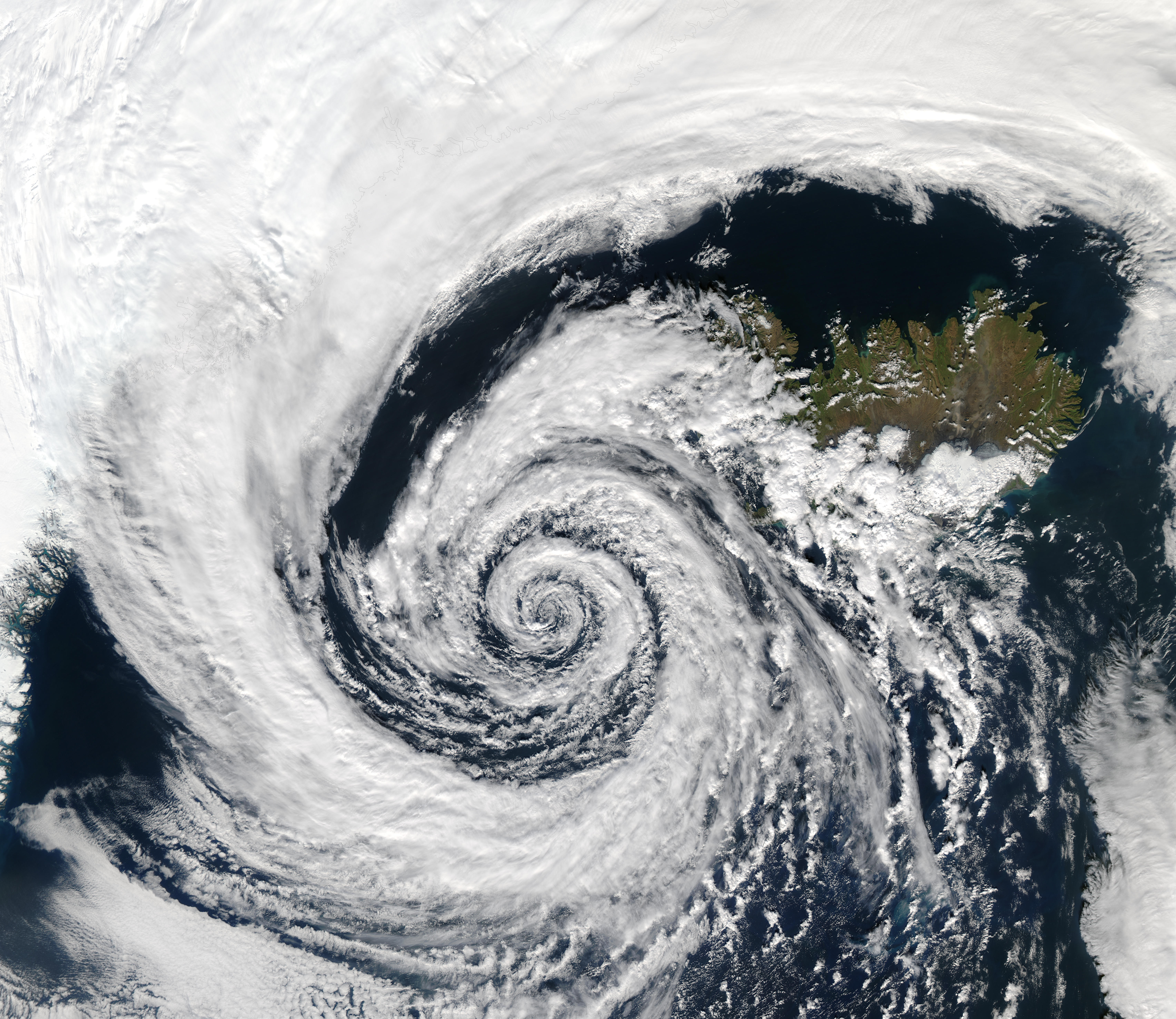
2003年9月4日，位於冰島附近的一個溫帶氣旋

气旋是三维空间上的大尺度涡旋，其中心气压低、四周气压高，是一种近地面气流向内辐合，中心气流上升的天气系统。由于地球自转与科氏力（Coriolis effect）作用，使得气旋在北半球作逆时针旋转，在南半球做顺时针旋转。气旋与低压是对同一天气系统的不同角度描述，气旋针对气流状况，而低压指气压分布状况.。

## 阶段
- 初生：低空为一个浅薄弱低压并存在水平辐合、降水区，低压中心位于500百帕上空西风短波槽前辐散区，存在上升运动。高空槽后方存在急流轴并有正涡度中心，槽前有明显的正涡度平流。这些条件影响低空低压加强，在锋面上加强了气旋性环流。
- 发展：低压中心西侧偏北风引起冷平流，东侧偏南风引起暖平流，引起斜压性发展，使锋面发展变形为波动，形成冷、暖锋，在东侧加强上升、西侧加强下沉运动，产生垂直运动不对称。这样，冷锋向东偏南方向移动，附近云带变窄，暖锋向东偏北方向移动，锋前云带变宽，云系渐变为逗点状。由于冷锋后部冷平流、下沉运动加强，500百帕上涡度中心向短波槽底移动，冷锋西北500百帕高度降低，暖锋前部相反，暖平流、上升运动加强使500百帕高度升高，使高空短波槽也得到发展。
- 成熟：在高空短波槽前西南地转气流加强，使涡度中心移到槽前最大风速区左侧，到达地面冷锋后部或地面气旋中心的西南方向，又促使地面气旋加强，在斜压和动力联合作用下，造成高空和地面相互影响、发展的正反馈过程。在此作用下，云区向地面气旋中心前方和西方及西南方扩展，沿冷锋的云带不断变窄。
- 锢囚：500百帕上正涡度中心不断接近地面气旋中心，已位于气旋中心上空，等厚度线、地面等压线、500百帕等高线几乎重合，冷暖平流作用消失，高低空气旋中心轴线几乎垂直，气旋中心与暖区联系被切断，锋面变成锢囚锋，气旋变成锢囚气旋停止发展。

## 类型

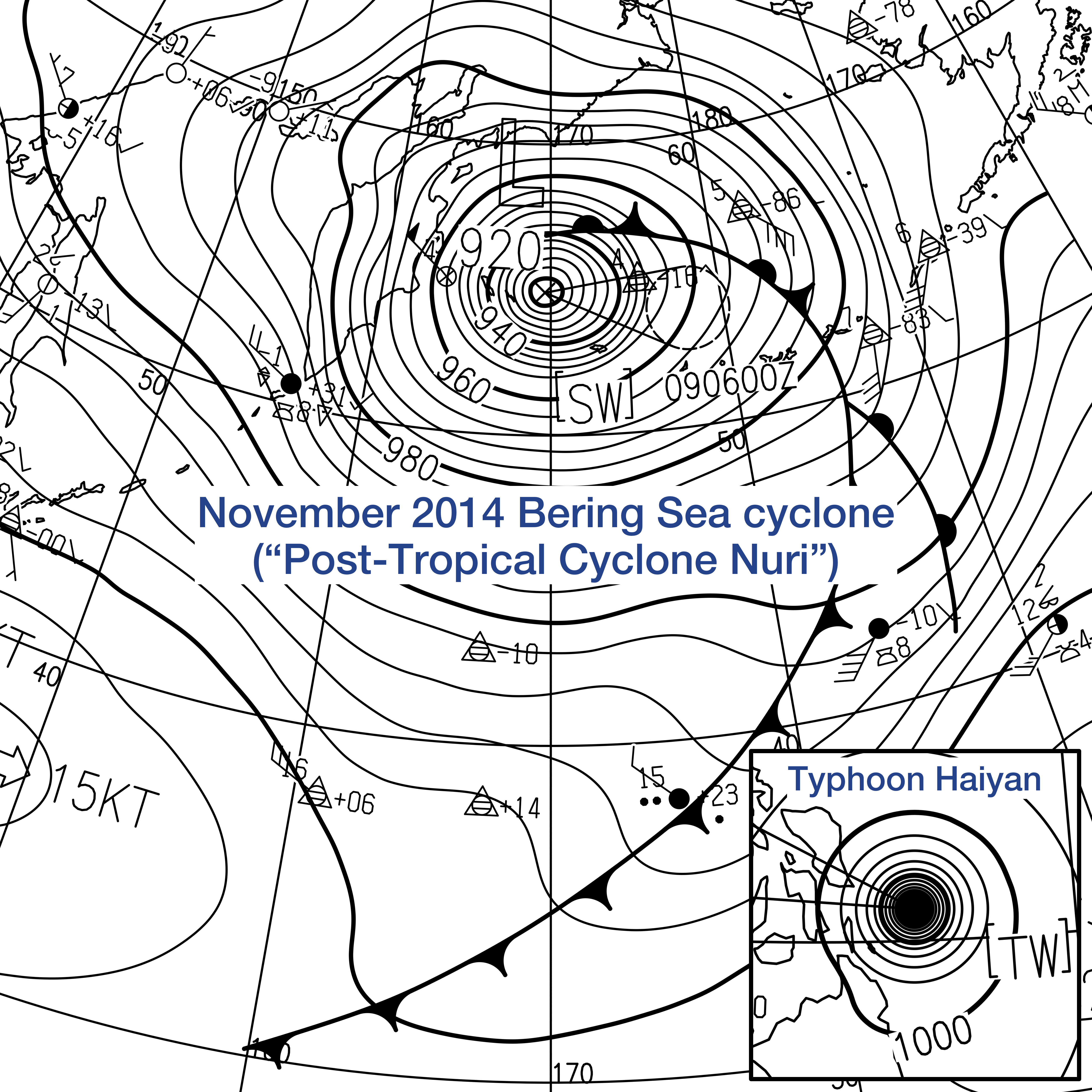
不同地面天氣圖的溫帶氣旋和熱帶氣旋

根据气旋形成和活动的主要地理区域，可将气旋分为极地气旋、极地涡旋、温带气旋、副热带气旋、热带气旋等几类。

### 温带气旋
温带气旋是活跃在温带中纬度地区的一种气旋，又称为“温带低气压”或“锋面气旋”。
温带气旋是一种斜壓(有顯著溫度梯度)系统，其出现伴随着锋面，尺度一般较热带气旋大，可达几百乃至数千公里。成熟的溫帶氣旋為淺暖心結構。

### 极地涡旋
极地涡旋是一种持续的、大规模的气旋，发生于地球两極，介于上部对流层和中低平流层。南极极地涡旋比北极极地涡旋更为显著，持续时间更长。北极涡旋形状瘦长，有两个中心，一个在加拿大的巴芬岛，而另一个在西伯利亚的东北部。
除地球外，一些天体也有极地气旋现象，包括金星、火星、木星和土星的卫星土卫六。

### 极地低压

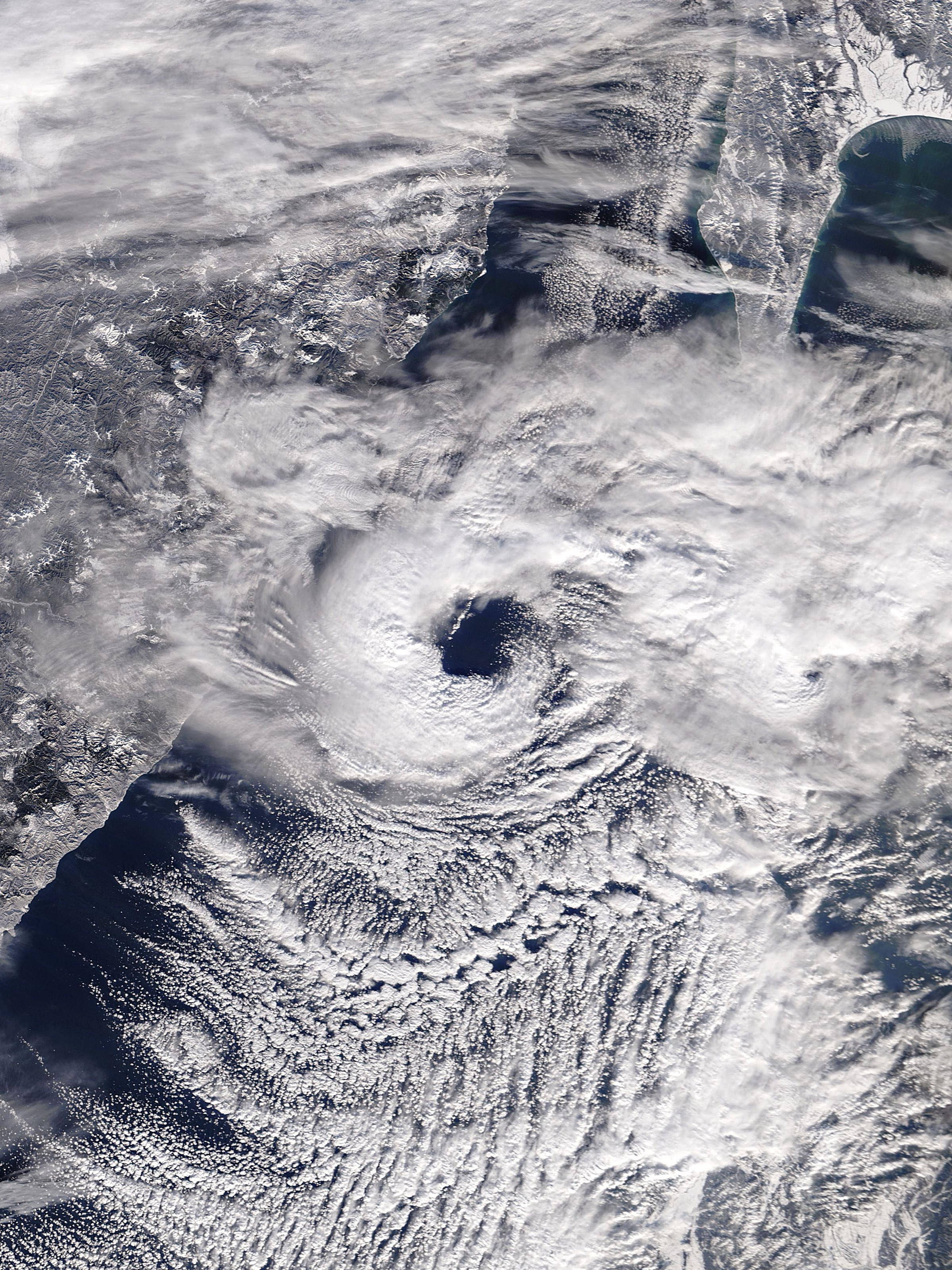
2009年12月位於日本海的極地低壓

极地气旋是发生在高纬度地区的一种气旋性低气压，又称极地低压，内部气温极低，常有大风或降水等强对流天气。一般由高纬度的低气压引起气旋生成而产生，也可由极地性气团经过海面上空所形成的低压区而生成。极地气旋与锋面无关。

### 亚热带气旋
亚热带气旋是与锋面无关的气旋，特性介乎热带气旋及温带气旋之间，通常是高空冷心低气压伸延至地面形成的，有时会转化为热带气旋或温带气旋。著名的1991年“完美风暴”便是一个亚热带气旋。

### 热带气旋
热带气旋是发生在热带、亚热带地区海面上的气旋，由水蒸气冷却凝結时放出潜热发展而出的暖心结构。当热带气旋登陆后，或者当热带气旋移到温度较低的洋面上，会因为失去温暖、潮湿的空气供应能量，减弱消散，或失去热带气旋的特性，转化为温带气旋。强烈的热带气旋，如台风（飓风）拥有巨大的破坏力，2005年8月吹袭美国新奥尔良的飓风卡特琳娜造成一千八百多人死亡，810亿美元的损失。

## 资料来源
1. ↑  Glossary of Meteorology. . American Meteorological Society. June 2000  [2008-09-17]. （原始内容存档于2011-07-07）.
2. ↑  Frederick Sanders and John R. Gyakum.  (PDF). Monthly Weather Review. October 1980, 108 (10)  [2006-11-11]. []
3. ↑  National Climatic Data Center. . National Oceanic and Atmospheric Administration. 2008-08-20  [2009-09-14]. （原始内容存档于2013-11-06）.
4. ↑  ，FAQ：A7) What is an extra-tropical cyclone? （页面存档备份，存于），NOAA，於2007年3月12日擷取。（英文）

## 参看
- 反气旋
- 气象学